# SS 433

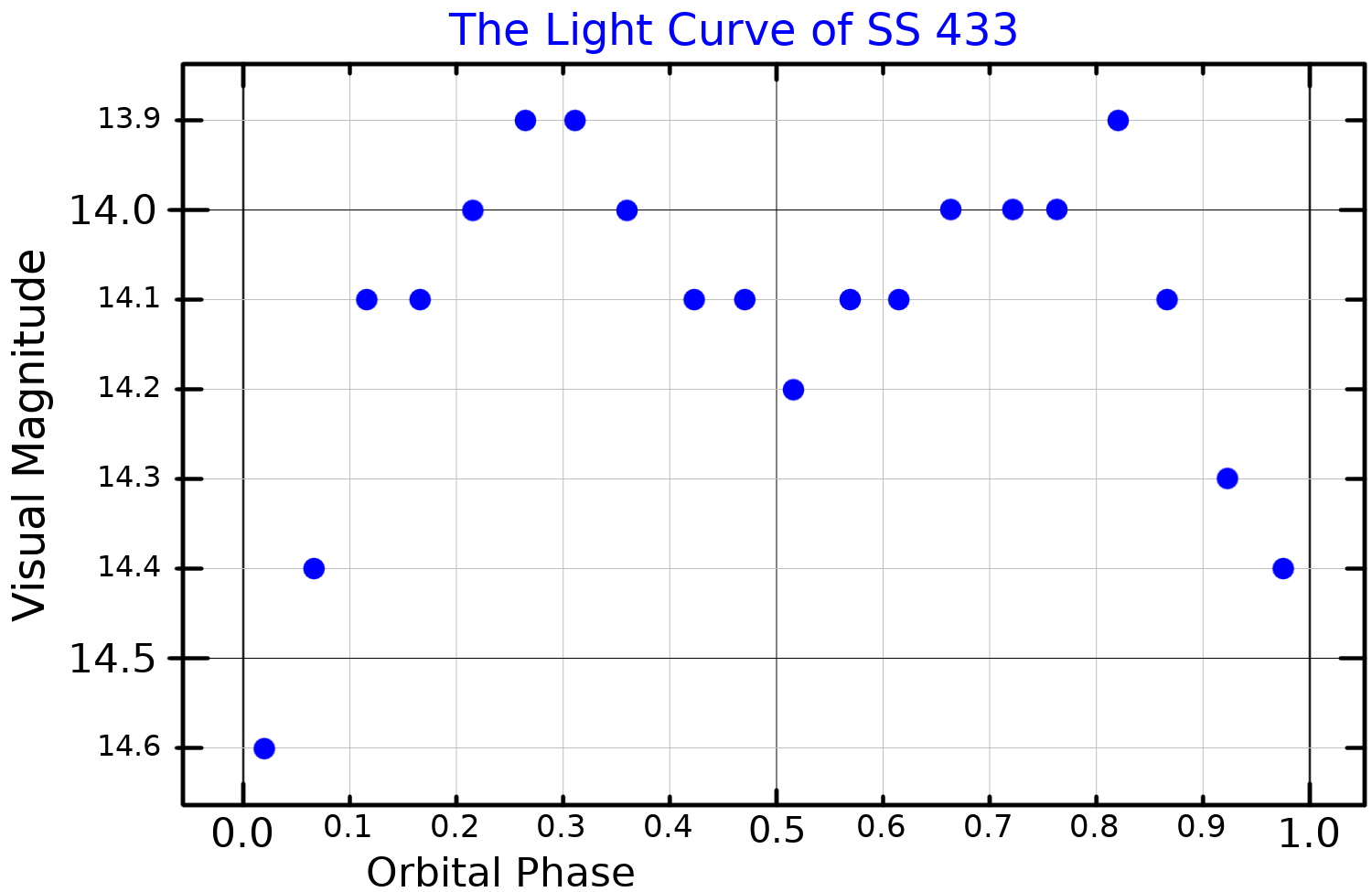
Lichtkromme van SS 433

De microquasar SS 433 in het sterrenbeeld Arend was ooit het ‘raadsel van de eeuw’. Ondertussen weet men dat SS 433 een röntgendubbelster is.
SS 433 ligt in de 10.000 jaar oude supernovarest W50 op een afstand van 18000 lichtjaar. Hij is ontdekt als een ster met sterke emissielijnen door Nicholas Sanduleak en C. Bruce Stephenson.
Het is een normale ster (spectraaltype A7Ib) die om een neutronenster of zwart gat draait. Deze laatste is omringd door een accretieschijf van hete materie, waar materie van de ster naartoe stroomt. Uit het centrum van deze schijf worden protonen en elektronen weggeschoten, in twee ‘jets’ die loodrecht op de schijf staan.
Omdat deze schijf een schommelbeweging maakt zoals een ronddraaiende tol, is in de jets een duidelijke kurkentrekkerstructuur waar te nemen. De snelheid waarmee de deeltjes weggeschoten worden schommelt tussen 24 en 28 procent van de lichtsnelheid.
De veranderingen in de snelheid waarmee materiaal van de ster naar de accretieschijf wordt overgedragen is mogelijk de oorzaak van de snelheidsverschillen van de weggeschoten deeltjes.